# محمد بن أحمد التميمي (روائي)
محمد بن أحمد التميمي (1824 - 1924) هو روائي وشاعر فلسطيني، يُعدّ من أوائل الروائيين العرب الذين كتبوا الرواية بأسلوب حديث ضمن تيار النهضة الأدبية في القرن التاسع عشر. وُلد في مدينة الخليل الفلسطينية، ونشأ في بيئة دينية علمية، إذ كان والده من علماء الشريعة ومفتيًا في مصر. تلقّى تعليمه في الأزهر، وتأثر بمدارس الأدب العربي الكلاسيكي، ثم اتجه إلى الكتابة الأدبية متأثرًا بتحولات المجتمع العربي في عصره، فكتب الرواية والشعر والمقالة الأدبية والاجتماعية.

## النشأة والتعليم
ولد التميمي في الخليل بفلسطين عام 1824 لعائلة علمية عريقة، ونشأ في بيت علم وفقه. انتقل إلى مصر في صغره مع والده أحمد التميمي، الذي تولّى مناصب دينية بارزة، منها الإفتاء في الأزهر. تلقّى تعليمه الأساسي في القاهرة، والتحق بالأزهر الشريف، حيث تتلمذ على يد كبار العلماء، ودرس النحو والأدب والمنطق والبلاغة، كما أُتيح له الاطلاع على التراث العربي والإسلامي.

## الحياة الأدبية
انخرط التميمي مبكرًا في الحياة الأدبية في مصر، حيث كانت تشهد حراكًا فكريًا واسعًا في ظل صعود التيارات الإصلاحية والنهضوية. بدأ بنشر مقالاته في الصحف الناشئة آنذاك مثل "روضة المدارس"، و"الوقائع المصرية"، ثم اتجه إلى الشعر وكتب قصائد تتناول موضوعات سياسية واجتماعية. امتازت كتاباته بحس نقدي وإنساني متقد، وقد تأثر بمفكري عصره من أمثال الطهطاوي وخير الدين التونسي.

## رواية "الدرّ النظيم في قصة أم حكيم"
تُعد رواية "الدرّ النظيم في قصة أم حكيم" من أقدم المحاولات الروائية العربية، وقد كتبها التميمي عام 1888، وطبعت في القاهرة. تدور أحداث الرواية في مدينة الخليل، وتتناول قصة امرأة فلسطينية تُدعى "أم حكيم" تكافح من أجل كرامتها في وجه التقاليد الظالمة والقيود الاجتماعية. سلطت الرواية الضوء على قضايا المرأة، والظلم الأبوي، والجهل، كما عكست التحولات الاجتماعية في فلسطين آنذاك.
اعتمد التميمي في سرده على أسلوب بسيط لكنه عميق، وامتاز بحواره الحي، مما جعل الرواية مقروءة بين طبقات المجتمع. ويُعد هذا العمل من النصوص المؤسسة للرواية العربية الاجتماعية، قبل بروز طه حسين وتوفيق الحكيم وجيلهم.

## الشعر والمقالة
إلى جانب الرواية، كتب التميمي الشعر بالعربية الفصحى، وكان يتناول في أشعاره موضوعات مثل الحرية، والعدل، والدين، كما استخدم الشعر كوسيلة نقد اجتماعي. أما المقالة، فقد استثمرها في تحليل أوضاع المرأة والتعليم، وهاجم مظاهر التخلف في المجتمع العربي.

## إرثه الثقافي
رغم عدم شهرته الواسعة مقارنة بأدباء النهضة، فإن التميمي يحظى بمكانة فكرية وأدبية لدى دارسي الأدب الفلسطيني. أعيد إحياء ذكراه في السنوات الأخيرة من خلال دراسات أكاديمية تناولت روايته وأثره الأدبي. وتُدرّس بعض نصوصه في مساقات الأدب العربي الحديث في جامعات فلسطين.

## وفاته
توفي محمد بن أحمد التميمي عام 1924 في القاهرة، بعد حياة امتدت قرابة قرن، تنقل فيها بين العلم والأدب والنقد. دُفن في مقبرة علماء الأزهر، وتناولت الصحف المصرية آنذاك خبر وفاته بإشادة بدوره الأدبي والفكري.